# Äpfelbach (Kirchen)
Äpfelbach ist ein Weiler in der Stadt Kirchen (Sieg) im nördlichen Rheinland-Pfalz im Landkreis Altenkirchen. 

## Geografie

### Lage
Der Weiler liegt ca. 10 km von der Stadt Kirchen entfernt zwischen Friesenhagen und Wingendorf/Katzwinkel, nordwestlich der Kirchner Stadtteile Wehbach und Wingendorf.
Durch seine hohe Lage, ungefähr 380 m über NHN, hat man besondere Aussichtsmöglichkeiten. In östlicher Richtung blickt man auf den Giebelwald. In westlicher Richtung sieht man bei guten Wetter das Siebengebirge im Rheinland und in südwestlicher Richtung den Westerwald. Unweit des Weilers befinden sich die Quellen von Wipperbach und Tüschebach, die jeweils zum Flusssystem des Wisser Baches und der Asdorf gehören. Im Tal befinden sich außerdem sechs Weiher.

### Regionszugehörigkeit
Während Äpfelbach aus naturräumlicher und kulturräumlicher Perspektive zum Siegerland zählt, zählt es aus historisch-politischer und konfessioneller Sicht zum Westerwald. Auch touristisch-wirtschaftlich hat Äpfelbach viel mit Siegerland und Westerwald gemein.

## Geschichte
Derzeit hat Äpfelbach 28 Einwohner (19 Erwachsene, 3 Jugendliche und 6 Kinder), die sich auf sechs Wohnhäuser verteilen. 

## Politik
Der Weiler gehört zum Kirchner Ortsbezirk Wingendorf, und wird von diesem politisch vertreten.

## Wirtschaft und Infrastruktur

### Beschäftigung
Die Einwohner leben hauptsächlich von der Land- und Holzwirtschaft.

### Versorgung
Die Stromversorgung läuft über das Netz des RWE. Wasser und Abwasser werden im Ort selbst geregelt. Zum einen durch Tiefenbohrungen und zum anderen durch ein Pflanzenklärwerk.

### Verkehr
Äpfelbach liegt an der Landesstraße 279, von der an dieser Stelle die Kreisstraße 92 abzweigt. Diese Straße ist in einem schlechten Zustand. Daher wird schon seit Jahren diskutiert, ob eine Sanierung erfolgen sollte, wie es sich auch die Anwohner in Äpfelbach wünschen, oder ob die Straße wegen fehlender Notwendigkeit aufgegeben werden soll.